# 尧山 (桂林)
尧山位于中国广西壮族自治区桂林市市区东北郊与灵川县的交界处，距市中心约10公里。尧山主峰海拔909.3米，相对高度约760米，是桂林市辖区内的最高峰。山势大致南北延伸，状如伏牛，俗名牛山。因秦時曾在其西坡建尧帝庙，尧山之名由此而来。

## 历史
史书上记载，尧山原是桂林古海中的一座岛屿，也是当时桂林唯一的土山，最高最大。
《郡国志》云：广州尧山，高四千丈，自番禺、交阯见之。有飓风，风发屋折树翻湖焉。

## 自然景观
尧山冈峦迭起，气势磅礴，植被丰茂。明代严震直《尧山冬雪》云：“朔风从东来，吹落遥空雪，洒向尧山顶，相看最奇绝。”

### 尧山杜鹃
暮春三月时分，尧山成了一片杜鹃花海，各种杜鹃争奇斗艳，有紫、绿、红、橙、粉、赭多种。 

### 尧山冬雪
冬天，山顶上有积雪，俯瞰一片银白。

### 尧山日出
依托于桂林的群山，日出时烟雾缭绕于山间，太阳从对面升起，由于迷雾的折射作用和山绿色的点缀，整体颜色层次分明，印衬出山巍峨而神秘。

## 景点
尧山景区是中国首批AAAA级旅游风景区。景点特色：桂林市内最高峰，桂林山水四季图的表现。

### 天赐田
尧山山腰的后寿佛寺前有数亩良田，相传为尧帝所赐，不论天气如何年年丰收，当地人称“天赐田”。白云观、寿佛庵里的僧人世代耕作，谓之为“香火田”。清代时这里香火鼎盛，也是宗教胜地。田中的水，是玉乳泉自然留入，从未间断。

### 天赐泉
天赐泉在尧山半山的深涧中。这里的泉水从山顶的石穴中涌出来，水质清凉、味道甘甜，从未干涸。用天赐泉沏的尧山茶芳香四溢，深受当地人喜爱。距山顶大概百余米的公路旁刻有“天赐泉”标志此泉。

### 寺庙
寿佛庵在尧山山腰天赐田旁边，由于年久失修，石基还保留着。此庵始建于明，清乾隆间重修且增建石拱门楼。早废，石基尚存。据记录，原建为三开间，中为主殿，侧为次殿，主次间有门相通。供奉寿佛，诞日特盛。
白鹿禅寺在尧山山腰上，原遗址为尧庙，秦时所建，后来唐代白鹿禅师在此居住，改名白鹿禅寺为白鹿禅师故庵（亦称玉皇阁）。后因为年代长久又未修理已废，遗址还在。
后寿佛寺建于尧庙旧址。明代时建有祝圣庵（又名茅坪庵），位于海拔200米处。

### 娱乐项目
尧山索道设双人吊椅和吊厢175个，上站点位于山顶电视发射台附近，下站点位于靖江王陵旁，贯穿尧山，视野开阔。线路全长1416.18米，高差是423.3米，索道单向运行时间20分38秒，每小时运送量507人。 
尧山滑道属富斯特滑道，滑道全长1000米，弯道18个，高低落差150米，平均坡度15度。滑道的设计最高时速为80公里/小时，目前限制在35公里／小时。滑道大部分设在步行难以到达地方，穿过密林以及两座涵洞。

## 其他
上山公路直达山巅，山顶有桂林电视塔和招待所。

## 周边
山水高尔夫俱乐部、明代靖江王陵墓群、抗清英雄张同敞墓。